# (166614) Zsazsa
(166614) Zsazsa est un astéroïde de la ceinture principale.

## Description
(166614) Zsazsa est un astéroïde de la ceinture principale. Il fut découvert le 1er septembre 2002 à l'observatoire Palomar par le programme NEAT. Il présente une orbite caractérisée par un demi-grand axe de 2,64 UA, une excentricité de 0,01 et une inclinaison de 0,9° par rapport à l'écliptique.
If fut nommé en l'honneur de Zsa Zsa Gábor (née Sári Gábor le 6 février 1917), actrice américaine, d'origine hongroise.

## Compléments